# Joan Plowright
Joan Ann Plowright Olivier, baronka Olivier (28. října 1929 – 16. ledna 2025 Londýn), známá jako Dame Joan Plowright, byla anglická herečka. Získala řadu ocenění, včetně dvou Zlatých glóbů, ceny Laurence Oliviera a ceny Tony, a také nominace na Oscara, dvě ceny BAFTA a cenu Primetime Emmy. V roce 2004 ji královna Alžběta II. jmenovala dámou.

## Životopis a kariéra
Narodila se 28. října roku 1929. Studovala na divadelní škole Old Vic a poté začala hrát v Královském národním divadle. V roce 1953 si vzala herce Rogera Cage, avšak pár se po několika letech rozvedl. Od roku 1958 začala hrát na Broadwayi, například ve hrách Johna Osborna. Za hru A Taste of Honey (1961) získala cenu Tony za nejlepší ženský herecký výkon. Cenu Laurence Oliviera získala za film Filumena (1978).
Na filmovém plátně debutovala nevýraznou rolí ve filmu Moby Dick (1956). Později získala Zlatý glóbus za nejlepší ženský herecký výkon ve vedlejší roli a byla nominována na Oscara za nejlepší ženský herecký výkon ve vedlejší roli ve filmu Čarovný duben (1991). Za role ve filmech Komik (1960) a Equus (1977) byla nominována na cenu BAFTA. Dále hrála ve filmech Avalon (1990), Dennis – postrach okolí (1993), 101 dalmatinů (1996), Jane Eyrová (1996), Čaj s Mussolinim (1999) a Dům naruby (2003). Namluvila také postavy v kreslených filmech Dinosaurus (2000) a Zvědavý George (2006).
Oceňované bylo i její herectví v seriálu Stalin (1992). Naposledy se objevila v dokumentu Nothing Like a Dame z roku 2018.
Od roku 1961 byla vdaná za sira Laurence Oliviera. Jejich manželství vydrželo až do jeho smrti v roce 1989. Měli spolu tři děti. Její mladší bratr David Plowright byl televizní producent.
Na přelomu nultých a desátých let nového století se jí kvůli makulární degeneraci postupně zhoršoval zrak. V roce 2014 oznámila konec herecké kariéry, poněvadž oslepla.
Zemřela 16. ledna 2025 v Denville Hall v londýnském Northwoodu ve věku 95 let.